# Oscinoides
Oscinoides là một chi ruồi trong họ Chloropidae.